# Linia kolejowa Borowce – Domaszewicze
Linia kolejowa Borowce – Domaszewicze – linia kolejowa na Białorusi łącząca stację linii Baranowicze – Wołkowysk Borowce ze stacją linii Baranowicze Poleskie – Lida Domaszewicze. Pozwala na bezpośredni wyjazd ze stacji linii Moskwa - Mińsk - Brześć Baranowicze Centralne w kierunku Lidy.
Linia znajduje się w Baranowiczach i w rejonie baranowickim, w obwodzie brzeskim. Istniała przed II wojną światową.
Linia nie jest zelektryfikowana.